# Antilliaanse Confederatie
De Antilliaanse Confederatie was een voorstel van Ramón Emeterio Betances over de noodzaak voor de inwoners van de Spaanse Antillen om zich te verenigen in een regionale entiteit die de soevereiniteit en het welzijn van Cuba, de Dominicaanse Republiek en Puerto Rico wilde behouden.
Het belangrijkste idee was om vervolgens een einde te maken aan het Europese kolonialisme in Amerika, evenals een reactie op de Monroedoctrine en zijn uitdrukking Amerika voor de Amerikanen, die Ramón Emeterio Betances veranderde in Antillen voor de Antillianen. Het belangrijkste ontmoetingspunt voor de idealisten was de stad San Felipe de Puerto Plata in het noorden van de Dominicaanse Republiek.